# Старая Аккермановка
Старая Аккермановка — посёлок в городском округе город Новотроицк Оренбургской области.

## География
Находится на расстоянии примерно 7 километров по прямой на северо-запад от центра города Новотроицк.

## Климат
Климат континентальный с теплым летом, холодной зимой и недостаточным увлажнением в течение года. Среднемесячная температура наиболее холодного месяца (января) −6,4°, наиболее теплого (июля) +21,3 °C. Абсолютный максимум температуры составляет +42 °C, абсолютный минимум −44 °C. Продолжительность безморозного периода 132 суток. В распределении осадков в течение года отмечается два максимума (июль и декабрь), когда выпадает до 40 мм и один минимум (февраль), на который приходится около 25 мм. Основная сумма осадков выпадает в теплый период и составляет 238 мм. Высота снежного покрова от 40 см до 60 см. В течение года в среднем отмечается 140—145 дней со снежным покровом. В течение года преобладают западные направления ветра. Среднегодовая скорость ветра 3,8 м/сек. Число дней с сильным ветром (более 15 м/сек.) составляет 18 дней в год. Особенностью климата являются ежегодно повторяющиеся засухи и суховей. При этом наблюдается низкая относительная влажность и высокие температуры воздуха. Наиболее часто засухи и суховеи наблюдаются в июле и августе. В течение года наблюдается около 20 дней с туманом.

## Население
Постоянное население составляло 46 человек в 2002 году (русские 26 %, казахи 72 %), 45 в 2010 году.